# Shanghai Aircraft Manufacture Factory
Shanghai Aircraft Manufacture Factory tillverkade på 1970-talet Kinas första stora flygplan Shanghai-Y10. Heter idag Shanghai Aviation Industrial Company och har även kallats Shanghai Aircraft Company. De tillverkar även andra produkter såsom svävare.